# Mike W. Barr
Mike W. Barr (Akron, 30 maggio 1952) è un fumettista e scrittore statunitense.

## Biografia
Barr iniziò a lavorare per DC Comics realizzando la sceneggiatura di una storia di otto pagine con protagonista Elongated Man per Detective Comics n. 440; realizzò Captain America n. 241 per Marvel Comics, e collaborò spesso con entrambe le case editrici.
Nel 1982, scrisse la miniserie di dodici episodi Camelot 3000, disegnata da Brian Bolland ed incentrata sulla figura di Re Artù che, nell'anno 3000, salva l'Inghilterra da una minaccia aliena. Questa serie venne nominata per il premio Kirby Awards come Best Finite Serie.
Con i disegni di Jim Aparo, a partire dall'agosto 1983 curò la serie Batman and the Outsiders.
Con Jerry Bingham realizzò Batman: Il figlio del demone (Batman: Son of the Demon) e con Tom Griendberg il seguito Batman: La sposa del demone (Batman: Bride of the Demon).